# Biel-Vingelz–Hafen
Biel-Vingelz–Hafen est un site palafittique préhistorique des Alpes, situé sur les rives du lac de Bienne sur la commune de Bienne dans le canton de Berne, en Suisse.